# Tyspanodes albomarginalis
Tyspanodes albomarginalis là một loài bướm đêm trong họ Crambidae.